# به‌خاطرسپاری (رایانش)
در رایانش، به‌خاطرسپاری (به انگلیسی: memoisation) یک روش بهینه‌سازی است که در درجهٔ اول برای سرعت بخشیدن به برنامه‌های رایانه‌ای با ذخیرهٔ نتایج فراخوان‌های توابع هزینه‌بر و بازگرداندن نتیجهٔ ذخیره‌شده در صورت تکرار ورودی‌های مشابه استفاده می‌شود. از به‌خاطرسپاری در سایر زمینه‌ها (و برای مقاصدی غیر از افزایش سرعت) نیز استفاده شده است، مانند تجزیهٔ نزولیِ بازگشتیِ متقابل ساده. به‌خاطرسپاری اگرچه با حافظه نهان مرتبط است، اما مورد خاصی از این بهینه‌سازی است و با فرم‌های ذخیرهٔ کَش مانند حافظهٔ میانگیر (بافر) یا جایگزینی صفحه فرق دارد. در زمینهٔ برخی از زبان‌های برنامه‌نویسی منطقی، به‌خاطرسپاری به‌عنوان جدول‌بندی نیز شناخته می‌شود.

## ریشه‌شناسی
اصطلاح مموایز کردن توسط Donald Michie در سال ۱۹۶۸ ابداع شده بود و از واژهٔ لاتینِ memorandum (به یاد داشتن) برگرفته شده است و بنابراین دربردارندهٔ معنی برگرداندن (نتایج) یک تابع به چیزی است تا به یاد سپرده شود. در حالی که مموایز کردن ممکن است با به memorization اشتباه گرفته شود (به خاطرِ به اشتراک‌گذاری ریشهٔ مشترک)، مموایز کردن معنی خاصی در رایانش دارد.

## بررسی اجمالی
یک تابع به‌خاطرسپاری نتایجی را که با مجموعه‌هایی از ورودی‌های خاص مرتبط است «به خاطر می‌سپارد». فراخوانی‌های بعدی با ورودی‌های به خاطر سپرده شده نتایج را به جای محاسبه مجدد آن برمی‌گرداند، بنابراین هزینه اولیه فراخوانی با پارامترهای داده‌شده را از همهٔ (به‌جز اولین) فراخوانی‌های تابع با آن پارامترها حذف می‌کند. مجموعهٔ ارتباطات به خاطر سپرده شده ممکن است یک مجموعه با اندازه ثابت باشد که توسط الگوریتم‌های جایگزینی یا یک مجموعه ثابت کنترل شود که بستگی به طبیعت تابع و کاربردهای آن دارد. یک تابع در صورتی می‌تواند به‌خاطرسپاری شود که به‌طور ارجاعی شفاف باشد؛ که فقط در صورتی ممکن است که، فراخوانی تابع دقیقاً اثری مشابه با جایگزینی فراخوانی تابع با مقدار بازگشتی آن داشته باشد (اگرچه، موارد استثناء خاصی نیز برای این محدودیت وجود دارد). درحالی‌که مموایز کردن با جداول مراجعه مرتبط است، چون اغلب از چنین جداولی در اجرایش استفاده می‌کند، اما مموایز کردن فضای کش نتایج اش را به‌طور شفاف و در حین اجرا، در صورت نیاز، و نه پیشاپیش، پر می‌کند.
مموایز کردن یک وسیله برای پایین آوردن هزینه زمان تابع در عوض افزایش هزینه فضا است؛ که به این معنی است که توابع ممورایزشده برای افزایش سرعت در عوض استفادهٔ بیشتر از حافظه کامپیوتر بهینه می‌شوند. «هزینه» فضا/زمان الگوریتم‌ها اسم خاصی در رایانش به نام پیچیدگی محاسباتی دارند. همهٔ توابع یک پیچیدگی محاسباتی در زمان (یعنی: زمانی که برای اجرا لازم دارند) و در فضا دارند.
اگرچه یک بده بستان در رابطه با فضا-زمان اتفاق می‌افتد (یعنی:فضای بیشتری مصرف شده و در عوض سرعت بیشتر می‌شود)، اما با دیگر بهینه‌سازی‌ها که بده بستان فضا-زمان دارند نظیر کاهش قدرت، متفاوت است، به این معنی که مموایز کردن یک بهینه‌سازی زمان اجرا است و نه بهینه‌سازی زمان کامپایل. علاوه بر این، کاهش قدرت، به‌طور بالقوه، یک عملیات هزینه بر نظیر ضرب را با یک عملیات کم هزینه تر نظیر جمع جایگزین می‌کند، و میزان کاهش هزینه می‌تواند بسیار وابسته به ماشین (غیرقابل حمل در بین ماشین‌ها) باشند در حالی که مموایز کردن بیشتر مستقل از ماشین می‌باشد و در پلتفرم‌های مختلف قابل جابجایی می‌باشد(کراس پلتفرم).
تابع شبه‌کد پایین را برای محاسبه فاکتوریل n در نظر بگیرید:
```
function factorial (
n
 is a non-negative integer)
 if 
n
 is 0 then
 return 1 [
by the convention that
 
0! = 1
]
 else
 return factorial(
n
 – 1) times 
n
 [
recursively invoke factorial

                                        
with the parameter 1 less than n
]
 end if
end function
```

برای هر عدد صحیح n به‌طوری‌که n≥۰, نتیجه پایانی تابع فاکتوریل غیرمتغیر است. اگر به (x = factorial(3 استناد داده شده باشد، نتیجه طوری است که x همیشه برابر با مقدار ۶ خواهد بود. یک نسخه غیر مموایز از مورد بالا، با طبیعت الگوریتم بازگشتی درگیر داده شده، احتیاج به فراخوانی‌های n + 1 فاکتوریل دارد تا به نتیجه بالا برسد و هرکدام از این فراخوانیها، به نوبه خود، هزینه‌ای مرتبط در زمان می‌گیرد تا تابع مقدار محاسبه‌شده را بازگرداند. بسته به ماشین، این نتیجه جمع موارد زیر خواهد بود:
1. هزینهٔ راه‌اندازی قالب فراخوانی پشتهٔ کاربردی
2. هزینهٔ مقایسه n تا ۰
3. هزینهٔ کم کردن ۱ از n
4. هزینهٔ راه‌اندازی فراخوانی قالب پشته بازگشتی (مثل بالا)
5. هزینهٔ ضرب نتیجهٔ فراخوانی بازگشتی به فاکتوریل به وسیلهٔ n
6. هزینهٔ ذخیره کردن نتیجهٔ بازگشت، طوری‌که ممکن است به وسیلهٔ محتوای فراخوانی مورد استفاده واقع شود.

در یک اجرای غیرممورایز، هر فراخوانی سطح‌بالا به فاکتوریل شامل هزینهٔ انباشتهٔ مراحل ۲ تا ۶ متناسب با مقدار n اولیه است.
یک نسخهٔ ممورایزشده از تابع فاکتوریل به این صورت است:
```
function factorial (
n
 is a non-negative integer)
 if 
n
 is 0 then
 return 1 [
by the convention that
 
0! = 1
]
 else if 
n
 is in 
lookup-table
 then
 return 
lookup-table-value-for-n

 else
 let x = factorial(n – 1) times 
n
 [
recursively invoke factorial

                                         
with the parameter 1 less than n
]
 store 
x
 in 
lookup-table
 in the 
n
th
 slot [
remember the result of n! for later
]
 return x
 end if
end function
```

دراین مثال خاص، اگر فاکتوریل در ابتدا با ۵ فراخوانی شود و سپس بعداً باهر مقداری کم‌تر یا برابر با ۵ فراخوانی شود، آن مقادیر بازگشتی همچنین مموایز خواهند شد، چون فاکتوریل به صورت بازگشتی با مقادیر۰و۱و۲و۳و۴و۵ فراخوانی خواهند شد، و مقادیر بازگشتی برای هر کدام از آن‌ها ذخیره خواند بود. اگر آن بعداً با یک شماره بزرگتر از ۵، نظیر ۷فراخوانی شود، فقط ۲ فراخوانی بازگشتی(۶و۷)انجام می‌شود و نتیجه !۵ از قبل ذخیره شده است. در این روش، مموایز کردن به یک تابع اجازه می‌دهد که از نظر زمانی بیشتر بهینه شود مادامی که بیشتر فراخوانی می‌شود، بنابراین منتهی به یک افزایش سرعت نهایی می‌شود.

## بعضی از دیگر ملاحظات

### ممورایزکردن اتوماتیک
اگر چه ممکن است مموایز کردن به توابع به صورت داخلی و واضح به وسیلهٔ یک برنامه‌نویس کامپیوتر، بیسار شبیه به روش اشاره شده در بالا که برای اجرای فاکتوریل بود، اضافه شود، توابع شفاف ارجاعی ممکن است به صورت اتوماتیک و خارجی مموایز شوند. تکنیک‌هایی که توسط Peter Norvig به کار گرفته شده‌اند کاربردهایی نه تنها در LISP مرسوم (زبانی که در آن در مقاله اش ممورایزکردن اتوماتیک رانشان داد)، بلکه در تعداد زیادی از زبان‌های برنامه‌نویسی دیگر دارد. کاربردهای مموایز اتوماتیک به‌طور رسمی در مطالعات دوباره‌نویسی اصطلاح و هوش مصنوعی جستجو شده‌اند.
در زبان‌های برنامه‌نویسی جایی که توابع اشیاء کلاس پایه هستند (نظیر Lua, Python, یا Perl)، مموایز کردن اتوماتیک می‌تواند توسط جایگزینی (در زمان اجرا) یک تابع با مقدار محاسبه شده اش وقتی که یک مقدار از محاسبه به ازای پازامترهای داده شده به دست آمد، اجرا شود. تابعی که این جایگزینی مقدار برای تابع شیء را انجام می‌دهد می‌تواند به‌طور کلی هر تابع ارجاعی شفافی را بسته‌بندی کند. شبه‌کد پایین را در نظر بگیرید (جایی که فرض شده توابع از مقادیر کلاس پایه هستند):
```
 function memoized-call
 if F has no attached array values then
 allocate an associative array called values;
 attach values to F;
 end if;
```

```
 if F.values[arguments] is empty then
 F.values[arguments] = F(arguments);
 end if;
```

```
 return F.values[arguments];
 end function
```

به منظور فراخوانی نسخهٔ ممورایزشده اتوماتیک فاکتوریل با استفاده از استراتژی بالا، به جای فراخوانی مستقیم فاکتوریل، کد
فراخوانی مموایز ((factorial(n) را فراخوانی می‌کند. همچنین فراخوانی‌ای درابتدا چک می‌کند تا ببیند که آیا یک آرایه نگه دارنده برای ذخیره‌سازی نتایج اختصاص داده شده است، وگرنه، آن آرایه را الحاق می‌کند. اگر هیچ آرایه‌ای در مکان [values [arguments نباشد (جایی که آرگومان‌ها به‌عنوان کلید آرایه شرکت پذیر استفاده شده‌اند) و یک فراخوانی واقعی به فاکتوریل با آرگومان‌های فراهم شده درست می‌شود. درآخر، ورودی در آرایه در موقعیت کلید به فراخواننده بازمی‌گردد.
استراتژی بالا به بسته‌بندی واضح در هر فراخوانی به یک تابع که می‌خواهد مموایز شود احتیاج دارد. در زبان‌هایی که به بستن اجازه می‌دهند مموایز کردن می‌تواند به‌طور ضمنی توسط یک کارخانه‌ی عمل‌کننده که یک شیء تابع ممورایزشده را بسته‌بندی می‌کند، تحت تأثیر قرار بگیرد. در شبه‌کد، این مورد می‌تواند به این صورت بیان شود:
function construct-memoized-functor
```
   allocate a function object called memoized-version;
```

```
   let memoized-version(arguments) be
      if self has no attached array values then [self is a reference to this object]
 allocate an associative array called values;
 attach values to self;
 end if;
```

```
 if self.values[arguments] is empty then
 self.values[arguments] = F(arguments);
 end if;
```

```
 return self.values[arguments];
 end let;
```

```
 return memoized-version;
end function
```

به جای فراخوانی فاکتوریل، یک شیء جدید تابع memfact به صورت مقابل ایجاد می‌شود.
memfct = construct-memoized- functor factorial
مثال بالا فرض می‌کند که تابع فاکتوریل قبل از فراخوانی به تابع construct-memoized-functor ایجاد شده است. از این‌جا به بعد، memfact(n) هر وقت فاکتوریل n مورد نیاز باشد، فراخوانی می‌شود. در زبان‌هایی نظیر Lua، تکنیک‌های پخته‌تر بیشتری وجود دارند که به یک تابع اجازه می‌دهند تا با یک مقدار جدید با اسم مشابه جایگزین شود اجازه خواهند داد که:
factorial = construct-memoized-functor factorial
به‌طور ضروری، چنین تکنیک‌هایی الحاق کردن شیء تابع اصلی را به عمل‌کننده ایجاد شده و ارسال فراخوانی‌ها را به تابع اصلی که توسط یک اسم مستعار مموایز شده‌اند را هنگامی که یک فراخوانی به تابع اصلی نیاز است، شامل می‌شوند. (برای جلوگیری از بازگشتی بی پایان) و همانند چیزی که در پایین نشان داده شده:
function construct-memoized-functor
```
 allocate a function object called memoized-version;
```

```
 let memoized-version(arguments) be
 if self has no attached array values then [self is a reference to this object]
 allocate an associative array called values;
 attach values to self;
 allocate a new function object called alias;
 attach alias to self; [for later ability to invoke F indirectly]
 self.alias = F;
 end if;
```

```
 if self.values[arguments] is empty then
 self.values[arguments] = self.alias(arguments); [not a direct call to F]
 end if;
```

```
 return self.values[arguments];
 end let;
```

```
 return memoized-version;
end function
```

(توجه کنید: بعضی از قدم‌هایی که در بالا نشان داده شد ممکن است به‌طور ضمنی به وسیلهٔ زبان پیاده‌سازی اداره شوند و برای نشان دادن مهیا شده‌اند)